# 謝璟
謝璟（5世纪？—529年），陳郡陽夏县人，南朝齐、南朝梁官员、文人。
謝裕曾孙、謝恂之孙、刘宋司徒主簿谢稚之子。年轻时与从叔謝朓都知名于世。南齐竟陵王蕭子良開西邸，招文学之士，謝璟前去参加。隆昌元年（494年）在西昌侯蕭鸞属下担任驃騎諮議参軍，兼記室。後转任为中書郎、晋安郡内史。中興二年（502年）、在萧衍霸府担任諮議、梁台黄門郎。天监年間，历任司农卿、秘书监、左民尚書、明威将軍、東陽郡太守。梁武帝萧衍任用他为侍中，謝璟以年老固辞，请求以金紫光禄大夫隐居，武帝不高兴，没有叙任。中大通元年（529年）病故。其子謝微。